# Lars Pettersson (företagsledare född 1954)
Lars Ture Pettersson, född 7 november 1954 i Stockholm, är en svensk företagsledare.
Han var verkställande direktör vid Sandvik AB mellan 7 maj 2002 och 14 februari 2011, då Olof Faxander tog över.
Pettersson är utbildad civilingenjör i teknisk fysik och anställdes 1979 på Sandvik AB. Han har sedan haft flera ledande befattningar inom koncernen, och blev år 2000 vice VD.
I dag (2012) har han styrelseuppdrag i Skanska AB, PMC Group Aktiebolag, L E Lundbergföretagen Aktiebolag och Chari AB.